# Ahvenjärvi (Jukkasjärvi socken, Lappland, 749952-176006)
Ahvenjärvi är en sjö i Kiruna kommun i Lappland och ingår i Kalixälvens huvudavrinningsområde.